# Tetramorium postpetiolatum
Tetramorium postpetiolatum är en myrart som beskrevs av Santschi 1919. Tetramorium postpetiolatum ingår i släktet Tetramorium och familjen myror. Inga underarter finns listade i Catalogue of Life.